# Вулиця Героїв Космосу (Київ)
Ву́лиця Геро́їв Ко́смосу — вулиця у Святошинському районі міста Києва, житловий масив Микільська Борщагівка. Пролягає від Жмеринської вулиці до проспекту Леся Курбаса.
Прилучаються проїзд без назви до вулиці Василя Верховинця, вулиці Якуба Коласа і Петра Курінного.

## Історія
Вулиця виникла в 1967 році як частина вулиці Академіка Корольова. У 1981 році була виокремлена під назвою Микільсько-Борщагівська. Сучасна назва — з 1984 року.
Також на цій вулиці розташований перший будинок, зданий в єксплуатацію на масиві (№ 1-в). Це відбулося 5 березня 1968 року

## Установи та заклади
- Середня загальноосвітня школа № 83 (буд. № 3).
- Бізнес-центр «Форум Сателіт», телеканали медіагрупи «Україна» (ТК «Україна», ТК «Футбол», ТК «Футбол+» (буд. № 4).
- «Фуршет» (буд. № 4).
- Поліграфічний комбінат «Преса України» (буд. № 6).
- Навчально-виховний комплекс «Сузір'я» (буд. № 15-а).
- готель "Сатурн"
- автошкола Константа-ГС